# Carmara atriceps
Carmara atriceps là một loài bướm đêm trong họ Noctuidae.